# Michał Nowakowski (koszykarz)
Michał Paweł Nowakowski (ur. 18 czerwca 1988 w Warszawie) – polski koszykarz, występujący na pozycji silnego skrzydłowego, obecnie zawodnik Czarnych Słupsk.

## Życiorys
27 czerwca 2017 został zawodnikiem Anwilu Włocławek. 21 sierpnia 2018 dołączył do BM Slam Stali Ostrów Wielkopolski. 
8 lipca 2019 dołączył do ENEA Astorii Bydgoszcz.
27 czerwca 2020 zawarł umowę z MKS-em Dąbrowa Górnicza. 7 maja 2021 podpisał kolejną umowę z klubem. 16 lutego 2022 powrócił do Anwilu Włocławek. 25 lipca 2023 dołączył po raz kolejny w karierze do zespołu ze Szczecina. 30 czerwca 2024 po dziewięcioletniej przerwie powrócił do Czarnych Słupsk.

## Osiągnięcia
Stan na 18 czerwca 2024, na podstawie, o ile nie zaznaczono inaczej.

### Drużynowe
- Mistrz:
  - FIBA Europe Cup (2023)[11][12]
  - Polski (2018)[13]
- Wicemistrz Polski (2024)[14]
- Brązowy medalista mistrzostw Polski (2015, 2022[15])
- Zdobywca:
  - Pucharu Polski (2019)[16]
  - Superpucharu Polski (2017[17], 2023[18])
- Awans z:
  - AZS-em Warszawa do I ligi (2009)
  - Polonią 2011 Warszawa do najwyższej klasy rozgrywkowej PLK (2009)
  - AZS Politechniką Warszawską do najwyższej klasy rozgrywkowej PLK (2011)

### Indywidualne
- Lider PLK w skuteczności rzutów za 3 punkty (2013, 2014)[19]

### Reprezentacja
- Uczestnik mistrzostw Europy:
  - U–16 (2004 – 14. miejsce)
  - U–20 Dywizji B (2008 – 13. miejsce)